# Бобочи (Прахова)
Бобочи (рум. Boboci) насеље је у Румунији у округу Прахова у општини Жугурени. Oпштина се налази на надморској висини од 288 m.

## Становништво
Према подацима из 2002. године у насељу је живело 113 становника, од којих су сви румунске националности.